# Interleukin 7

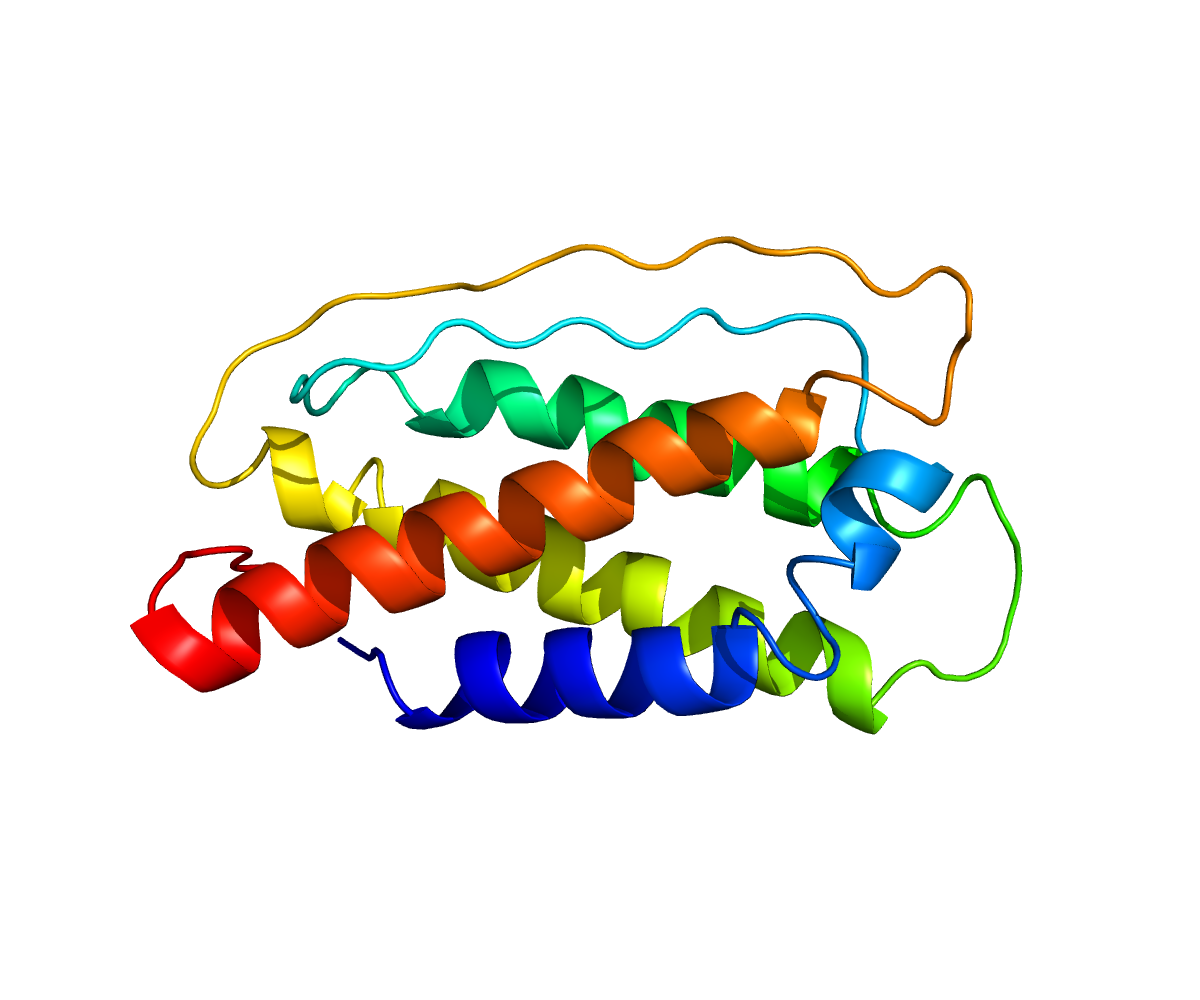
molekulová struktura

Interleukin 7 (IL-7) je interleukin, jehož hlavní funkcí je stimulace lymfoidních prekurzorů. Svojí terciární strukturou patří do heterogenní rodiny cytokinů obsahující čtyři alfa-helixové domény. Kromě IL-7 se do této rodiny řadí také interleukin-2, interleukin-4, interleukin-9, interleukin-15 a interleukin-21. IL-7  je významný pro vývoj a diferenciaci T-lymfocytů a u myši také B-lymfocytů.  Dále však také stimuluje V(D)J rekombinaci jednoho z T-buněčných receptorů. Interleukin-7 je produkován především stromálními a epiteliálními buňkami sekundárních lymfatických orgánů. Je také produkován kerationocyty, dendritickými buňkami, hepatocyty či neurony.

## Struktura
Lidský IL-7 má molekulovou hmotnost 17,4 kDa v nativním stavu, kvůli glykosilaci je však molekulová hmotnost aktivního proteinu 25 kDa. IL-7 vytváří heterodimery s hepatocytním růstovým  faktorem (HGF). Gen je lokalizován na chromozomu 8q12-13. Myší a lidský IL-7 jsou v kódujících oblastech 81% homologní.

## Funkce
IL-7 má mnoho různých funkcí. Hraje významnou roli ve vývoji a proliferaci lymfoidních buněk (B, T-lymfocytů a NK buněk). Je důležitý pro proliferaci během B-buněčné maturace, T a NK buněčné přežívání, vývoj a homeostázi. Je nezbytný pro regulaci T—buněčné homeostáze v periferních lymfoidních tkáních.  Udržuje homeostázu naivních i paměťových T-lymfocytů. Zvýšením exprese antipoptotického proteinu bcl-2 zajišťuje přežívání těchto buněčných typů. IL-7 má zásadní úlohu v navození homeostatické proliferace naivních T-lymfocytů.

## Receptor
IL-7 receptor je lokalizován na chromozomu 5p13. Je tvořen IL-7alfa řetězcem (CD127) a gama řetězcem (CD132), který představuje společný receptor pro šest různých cytokinů (IL-2, IL-4, IL-7, IL-9, IL-15 a IL-21) a jeho hlavní funkcí je signalizace. CD132 představuje receptor typu I, který je exprimován na většině lymfocytech a jeho geny se vyskytují na savčích X-chromozomech.

## Signalizace
Signál z cytokinového receptoru dovnitř buňky se převádí především pomocí JAK/STAT signalizace. Navázání IL-7 na IL-7Rα řetězec a γc řetězec vede k heterodimerizaci těchto komponentů a k juxtapozici Jak3 a Jak1. Fosforylace tyrozinových zbytků na cytoplazmatické doméně IL-7Rα řetězce a Jak1 molekule vede k aktivaci signální dráhy zahrnující STAT5a a STAT5b, PI3-kinázu a src kinázu. IL-7 signalizace mění expresi proapoptické molekuly Bcl-2, což vede k produkci signálu pro přežívání buněk.

## Nemoci
Chybná produkce IL-7 může vést k řadě autoimunitních chorob, např. revmatoidní artritidu, roztroušenou sklerózu, juvenilní idiopatickou artritidu či T-buněčnou akutní lymfoblastickou leukémii. Bylo také zjištěno, že IL-7 se vyskytuje ve zvýšené míře při lymfopenii.

## Klinické využití
IL-7 může mít potencionální roli v anti-tumorové imunitě. Může také vést ke zlepšení imunologické reaktivity po transplantaci alogenních kmenových buněk.  